# Rotterdam-Halbmarathon
Der Rotterdam-Halbmarathon (Halve Marathon Rotterdam) war ein Halbmarathon, der von 2004 bis 2009 im September in Rotterdam stattfand. Auf der schnellen Strecke wurde einmal ein Weltrekord (2005 von Samuel Kamau Wanjiru) und einmal eine Weltjahresbestleistung (2004 von Robert Kipkoech Cheruiyot) erzielt. Zum Programm gehörte auch ein 10-km-Lauf.
Der Kurs war eine flache Wendepunktstrecke mit Start und Ziel auf der Coolsingel vor dem Rathaus, die zunächst südwärts zum Ufer der Nieuwe Maas und an deren rechtem Ufer entlang nach Osten bis zum Rijksweg 16 führte. Sie wurde von den 10.000-Meter-Läufern leicht verkürzt einmal, von den Halbmarathonläufern zweimal absolviert.

## Statistik

### Streckenrekorde
- Männer: 58:58 min, Sammy Kirop Kitwara (KEN), 2009
- Frauen: 1:08:35 h, Lydia Cheromei (KEN), 2008

### Siegerliste
| Datum         | Männer                    | Nation  | Zeit    | Frauen             | Nation                 | Zeit    |
| ------------- | ------------------------- | ------- | ------- | ------------------ | ---------------------- | ------- |
| 13. Sep. 2009 | Sammy Kirop Kitwara       | Kenia   | 0 58:58 | Merel de Knegt     | Niederlande            | 1:14:31 |
| 14. Sep. 2008 | Patrick Makau Musyoki     | Kenia   | 0 59:29 | Lydia Cheromei -2- | Kenia                  | 1:08:35 |
| 9. Sep. 2007  | Evans Kiprop Cheruiyot    | Kenia   | 0 59:12 | Berhane Adere      | Äthiopien              | 1:11:11 |
| 10. Sep. 2006 | Zersenay Tadese           | Eritrea | 0 59:16 | Mara Yamauchi      | Vereinigtes Königreich | 1:10:38 |
| 11. Sep. 2005 | Samuel Kamau Wanjiru      | Kenia   | 0 59:16 | Bezunesh Bekele    | Äthiopien              | 1:11:56 |
| 12. Sep. 2004 | Robert Kipkoech Cheruiyot | Kenia   | 1:00:11 | Lydia Cheromei     | Kenia                  | 1:09:13 |